# Барбару, Мариус
Мариус Барбару (фр. Marius Barbarou ; 28 октября 1876 — 8 декабря 1956) — французский инженер, специализировавшийся на проектировании автомобилей и авиационных двигателей.

## Биография
Родился в Муассаке 28 октября 1876 года в семье кузнеца. В 1891 году бросил обучение в средней школе, начав работать в мастерских отца. Между 1893 и 1894 годами поступил подмастерьем в парижские мастерские Panhard & Levassor. В 1899 году устроился на производство Clément-Gladiator, расположенное в Леваллуа-Перре, где продолжал работать до 1901 года. В 1900 году он представил своё первое творение — V-образный двухцилиндровый двигатель на Всемирной выставке в Париже. В дальнейшем присоединился к конструкторскому бюро Адольфа Клемана, с 1900 по 1902 год выпустил три модели с управляемыми впускными клапанами, в том числе две четырехцилиндровые, все они дошли до этапа производства.
С октября 1902 года по май 1904 года был техническим директором компании Benz в Мангейме.
В 1901 и 1902 годах участвовал в автогонках на автомобилях Clément, в 1903 году принял участие в автогонке Париж-Мадрид на Benz Parsifal, который разрабатывался при его участии.
В мае 1904 года Барбару вместе с братьями Пьером и Робером Делоне основал автомобильную компанию S.A. des Automobiles Delaunay-Belleville. Первый автомобиль Delaunay-Belleville, произведенный под руководством Барбару в качестве технического директора, был представлен на Парижском автосалоне 1904 года. В 1914 перешел на работу в Lorraine-Dietrich, которая вскоре была национализирована в связи с началом войны, и Барбару начал конструировать авиационные двигатели.
Скончался в Нейи-сюр-Сен 8 декабря 1956 года, похоронен в Муассаке.